# Phanerotoma sulcus
Phanerotoma sulcus är en stekelart som beskrevs av Chen och Ji 2003. Phanerotoma sulcus ingår i släktet Phanerotoma och familjen bracksteklar. Inga underarter finns listade i Catalogue of Life.